# Prednje goljenične vene
Prednje goljenične vene (lat. venae tibiales anteriores) se duboke vene potkoljenice koje odvode deoksigeniranu krv iz prednjeg dijela potkoljenice. Spajanjem prednjih goljeničnih vena i stražnjih goljeničnih vena (lat. venae tibiales posteriores) nastaje zakoljena vena (lat. vena poplitea).
Uobičajeno u ljudskom tijelu nalazimo po dvije prednje goljenične vene, koje u svom tijeku prate prednju goljeničnu arteriju (lat. arteria tibialis anterior).